# Kristinebergs IP
Der Kristinebergs IP ist ein Sportplatz im Stockholmer Stadtbezirk Kungsholmen. Er wird für Leichtathletik, aber auch Fußball- und American-Football-Spiele genutzt.

## Geschichte und Hintergrund
Kristinebergs IP wurde zwischen 1930 und 1933 angelegt. Zuvor befand sich an der Stelle des Stadions das im Sommer 1923 erbaute Velodrom Hornsbergsvelodromen, das dem Neubau weichen musste. Für die Tribüne des neu gebauten Stadion zeichnete Architekt Paul Hedqvist verantwortlich. Zum Stadiongelände gehörte neben dem Rasenplatz und der umgebenden Laufbahn eine Eishockeyfläche mit Natureis. 1969 erfolgte eine Renovierung und Modernisierung des Stadions, dabei wurden insbesondere die Laufbahnen erneuert.
Das Stadion verfügt derzeit über eine Laufbahn und einen Naturrasenplatz. Die Tribüne des Stadions bietet 930 Zuschauern Platz. Es ist im Besitz der Kommune. 
Zeitweise trug die Männermannschaft von Djurgårdens IF Fotbollsförening Spiele im Stadion aus. Dies betraf neben Freundschafts- und Vorbereitungsspielen insbesondere Ligaspiele während der vereinzelten Zugehörigkeit zur zweithöchsten Spielklasse bis zum Wiederaufstieg in die Allsvenskan Ende 1994. Auch Djurgården Damfotboll trug auf dem Gelände Heimspiele in der Damallsvenskan aus, nach dem Abstieg am Ende der Spielzeit 2012 zog die Frauschaft für die Spiele in der Elitettan auf den Östermalms IP um. Seit dem Wiederaufstieg wird das Olympiastadion Stockholm genutzt. 
Der 2010 gegründete FC Stockholm Internazionale nutzte zwischenzeitlich das Stadion für seine Heimspiele, nach dem Aufstieg in die Division 1 Ende 2021 wechselte er jedoch ebenfalls ins Olympiastadion Stockholm. Ferner spielt hier die 2012 erstmals in der Division 2 Norra Svealand vertretene Herrenfußballmannschaft von Karlbergs BK. Neben den Fußballspielen und Leichtathletikveranstaltungen nutzt die American-Football-Mannschaft Stockholm Mean Machines das Stadion für seine Wettkämpfe.
2020 wurde die erneute Renovierung und Modernisierung des Stadions beschlossen, die Kosten für die im Herbst 2022 beginnenden Arbeiten mit 160 Millionen Kronen veranschlagt. Dabei soll das Stadion mit Fertigstellung im Frühjahr 2024 den Anforderungen der Damallsvenskan entsprechen, aber gleichzeitig ein Ort für Breitenfußball, Leichtathletik und Schulsport bleiben.